# Noam Emeran
Noam Emeran (Paray-le-Monial, 24 september 2002) is een Franse profvoetballer die doorgaans als linkerspits speelt. Hij staat momenteel onder contract bij FC Groningen.

## Clubcarrière

### Jeugd
Emeran begon met voetballen bij FC Brussels en het Franse Entente SSG voordat hij op 15-jarige leeftijd de overstap maakte naar Amiens waar hij in de Onder-17 begon. In de Onder-19 maakte hij veel indruk tijdens de Gambardella Cup, een nationale Franse bekercompetitie voor jeugdteams. Ondanks drie doelpunten van zijn voet werd Amiens uitgeschakeld. Zijn optreden trok de aandacht van Ole Gunnar Solskjær van Manchester United.

### Manchester United
In januari 2019 werd Emeran voor € 2 miljoen door Manchester United naar Engeland gehaald. Hij tekende een contract voor drie en een half jaar en kwam in de jeugd-academie terecht. Hij speelde samen met Angel Gomes, Tahith Chong en Mason Greenwood. Zijn trainer werd oud eerste-elftalspeler Nicky Butt. Vanuit de jeugdopleiding stroomde hij in het seizoen 2020/21 door naar de Onder-18 van de Engelse club waar hij op 19 september 2020 in de 72e minuut zijn debuut maakte in de met 2-1 gewonnen thuiswedstrijd tegen zijn leeftijdsgenoten van Blackburn Rovers. Een week later scoorde hij zijn eerste doelpunt tijdens de met 5-1 gewonnen thuiswedstrijd tegen Burnley. Aan het einde van het seizoen kwam hij een paar keer als wissel in het veld bij de Onder-21. Aan het begin van het seizoen 2021/22 raakte Emeran geblesseerd waardoor hij pas na de winterstop aan spelen toekwam. Hetzelfde overkwam hem een seizoen later waardoor hij in het seizoen 2022/23 de laatste twaalf wedstrijden van het seizoen mee deed. In de laatste drie scoorde hij vier keer. Hij trok de aandacht van Erik ten Hag, die hem liet meespelen tijdens de voorbereiding van het eerste elftal voor het seizoen 2023/24. Emeran deed mee in de wedstrijd tegen Leeds United, waarbij hij scoorde. Voor de Fransman zat speeltijd er niet in waardoor hij, zonder in actie te zijn gekomen in een officiële wedstrijd voor het eerste elftal, op zoek ging naar een andere club.

### FC Groningen
In augustus 2023 werd Emeran overgenomen door FC Groningen waar hij een contract voor vier jaar tekende. Op 27 augustus 2023 maakte Emeran zijn debuut voor FC Groningen, in de thuiswedstrijd tegen Willem II viel hij in de 76e minuut in voor Luciano Valente.

## Interlandcarrière
Eind 2017 werd Emeran geselecteerd voor het Frans voetbalelftal onder 16. Hij speelde twee keer een vriendschappelijke wedstrijd tegen het Russisch voetbalelftal onder 16. In de eerste wedstrijd stond hij in de basis en werd na 67 minuten gewisseld. Als zijn vervanger kwam Nathanaël Mbuku in het veld. In de tweede wedstrijd kwam Emeran in de 57e minuut voor Mbuku in het veld.

## Clubstatistieken

### Junioren
| Seizoen                        | Club                       | Competitie         | Competitie | Competitie | Beker | Beker | Internationaal | Internationaal | Overig | Overig | Totaal | Totaal |
| Seizoen                        | Club                       | Competitie         | Wed.       | Dlp.       | Wed.  | Dlp.  | Wed.           | Dlp.           | Wed.   | Dlp.   | Wed.   | Dlp.   |
| ------------------------------ | -------------------------- | ------------------ | ---------- | ---------- | ----- | ----- | -------------- | -------------- | ------ | ------ | ------ | ------ |
| 2020/21                        | Manchester United Onder-18 | U18 Premier League | 16         | 5          | 2     | 0     | 0              | 0              | 0      | 0      | 18     | 5      |
| 2020/21                        | Manchester United Onder-21 | Premier League 2   | 5          | 0          | 0     | 0     | 0              | 0              | 0      | 0      | 5      | 0      |
| 2021/22                        | Manchester United Onder-21 | Premier League 2   | 13         | 2          | 1     | 0     | 1              | 0              | 0      | 0      | 15     | 2      |
| 2022/23                        | Manchester United Onder-21 | Premier League 2   | 15         | 5          | 2     | 0     | 0              | 0              | 0      | 0      | 17     | 5      |
| 2023/24                        | Manchester United Onder-21 | Premier League 2   | 1          | 0          | 0     | 0     | 0              | 0              | 0      | 0      | 1      | 0      |
| Carrière totaal                | Carrière totaal            | Carrière totaal    | 35         | 12         | 5     | 0     | 1              | 0              | 0      | 0      | 56     | 12     |
| Bijgewerkt op 26 augustus 2023 |                            |                    |            |            |       |       |                |                |        |        |        |        |

- De onder-18 teams in Engeland hebben een eigen bekertoernooi, genaamd de FA Youth Cup.
- De onder-21 teams spelen mee in de EFL Trophy met daarin clubs uit de onderste twee divisies. Sinds het seizoen 2016/17 zijn hier de onder-21 teams aan toegevoegd.
- Noam Emeran speelde in het seizoen 2021/22 één wedstrijd mee in de UEFA Youth League. Op 1 maart 2022 deed hij zeven minuten mee in de achtste finale tegen Borussia Dortmund.
- In het seizoen 2023/24 speelde Emeran één wedstrijd met de onder-21 voordat hij de overstap naar FC Groningen maakte. Op 14 augustus 2023 maakte hij de 90 minuten vol in de met 3-2 verloren uitwedstrijd tegen Crystal Palace FC.

### Senioren
| Seizoen                       | Club            | Competitie      | Competitie | Competitie | Beker | Beker | Internationaal | Internationaal | Overig | Overig | Totaal | Totaal |
| Seizoen                       | Club            | Competitie      | Wed.       | Dlp.       | Wed.  | Dlp.  | Wed.           | Dlp.           | Wed.   | Dlp.   | Wed.   | Dlp.   |
| ----------------------------- | --------------- | --------------- | ---------- | ---------- | ----- | ----- | -------------- | -------------- | ------ | ------ | ------ | ------ |
| 2023/24                       | FC Groningen    | Eerste Divisie  | 5          | 0          | 0     | 0     | 0              | 0              | 0      | 0      | 5      | 0      |
| Carrière totaal               | Carrière totaal | Carrière totaal | 5          | 0          | 0     | 0     | 0              | 0              | 0      | 0      | 5      | 0      |
| Bijgewerkt op 14 oktober 2023 |                 |                 |            |            |       |       |                |                |        |        |        |        |

## Persoonlijk
Emeran is geboren in Frankrijk en is de zoon van oud-voetballer Fritz Emeran uit Guadeloupe die speelde bij o.a. La Louvière en RC Genk. Zijn moeder is Belgisch.